# Burmeistera multipinnatisecta
Burmeistera multipinnatisecta är en klockväxtart som beskrevs av Gustavo Lozano-Contreras och Gloria A. Galeano. Burmeistera multipinnatisecta ingår i släktet Burmeistera och familjen klockväxter.
Artens utbredningsområde är Colombia. Inga underarter finns listade i Catalogue of Life.